# Челпенкио (Павија)
Челпенкио је насеље у Италији у округу Павија, региону Ломбардија.
Према процени из 2011. у насељу је живело 76 становника. Насеље се налази на надморској висини од 109 м.